# Kanton Les Matelles
Der Kanton Les Matelles war bis 2015 ein französischer Wahlkreis im Arrondissement Montpellier, im Département Hérault und in der früheren Region Languedoc-Roussillon. Er hatte 68.969 Einwohner (Stand: 1. Januar 2022). Vertreter im Generalrat des Départements war zuletzt von 2011 bis 2015 Christian Dupraz (EELV).

## Gemeinden
Der Kanton umfasste Wahlberechtigte aus 14 Gemeinden:
| Gemeinde                       | Einwohner Jahr | Fläche km² | Bevölkerungsdichte | Code INSEE | Postleitzahl |
| ------------------------------ | -------------- | ---------- | ------------------ | ---------- | ------------ |
| Cazevieille                    | 191 (2013)     | 16,21      | 12 Einw./km²       | 34066      | 34270        |
| Combaillaux                    | 1455 (2013)    | 9,06       | 161 Einw./km²      | 34082      | 34980        |
| Les Matelles                   | 1943 (2013)    | 16,81      | 116 Einw./km²      | 34153      | 34270        |
| Murles                         | 290 (2013)     | 24,06      | 12 Einw./km²       | 34177      | 34980        |
| Prades-le-Lez                  | 4700 (2013)    | 8,88       | 529 Einw./km²      | 34217      | 34730        |
| Saint-Bauzille-de-Montmel      | 985 (2013)     | 21,52      | 46 Einw./km²       | 34242      | 34160        |
| Saint-Clément-de-Rivière       | 4807 (2013)    | 12,73      | 378 Einw./km²      | 34247      | 34980        |
| Sainte-Croix-de-Quintillargues | 736 (2013)     | 6,62       | 111 Einw./km²      | 34248      | 34270        |
| Saint-Gély-du-Fesc             | 9423 (2013)    | 16,51      | 571 Einw./km²      | 34255      | 34980        |
| Saint-Jean-de-Cuculles         | 482 (2013)     | 9,09       | 53 Einw./km²       | 34266      | 34270        |
| Saint-Mathieu-de-Tréviers      | 4667 (2013)    | 21,92      | 213 Einw./km²      | 34276      | 34270        |
| Saint-Vincent-de-Barbeyrargues | 667 (2013)     | 2,24       | 298 Einw./km²      | 34290      | 34730        |
| Le Triadou                     | 403 (2013)     | 6,3        | 64 Einw./km²       | 34314      | 34270        |
| Vailhauquès                    | 2587 (2013)    | 16,12      | 160 Einw./km²      | 34320      | 34570        |